# Matthieu Charneau
Matthieu Charneau (ur. 23 listopada 1988 w Châteauroux) – francuski model i aktor.

## Życiorys

### Kariera
W 2010 roku, podczas wizyty w Paryżu, został dostrzeżony przez fotografa. Miał 21 lat, kiedy zaczął pracować jako model dla różnych artystów. W 2011 roku włosko-japoński redaktor modowy Nicola Formichetti wytypował go jako lidera swojego spotu reklamowego Bracia Arkadii (Brothers Of Arcadia) dla kampanii Muglera.
Pod koniec 2011 roku przeniósł się do Paryża, gdzie uczęszczał do prestiżowej szkoły aktorskiej European Acting School Cours Florent. Otrzymał tytuł Mr. Têtu 2011. W 2012 roku współpracował ze słynnymi francuskimi artystami Pierre et Gilles i wziął udział w trzech sesjach zdjęciach, prezentowanych na wystawach na całym świecie. Jego zdjęcia trafiły także do magazynów mody, w tym Yearbook, Les Inrockuptibles i Schön! Magazine.
W 2013 roku wraz z hiszpańską aktorką Rossy de Palma oraz francuskim pisarzem i scenarzystą Philippe Bessonem został wybrany jako członek jury konkursu 18. edycji francuskiego festiwalu filmowego Chéries-Chéris. Zagrał także w kilku filmach krótkometrażowych. Wystąpił w roli współczesnego Samsona w dramacie Coup de Grâce (2013). Film został wybrany na Międzynarodowy Festiwal Filmów Krótkometrażowych w San Jose w Kalifornii i Fashion Film Festival ASVOFF 2013 w Centre Georges Pompidou w Paryżu. W 2014 roku, podczas pobytu w Los Angeles i Nowym Jorku, został wyróżniony przez magazyn Out. Pojawił się też w serialu Posłaniec gniewu (The Bastard Executioner, 2015) jako Frenchie u boku Stephena Moyera i Katey Sagal.